# Emergence (serial telewizyjny)
Emergence – amerykański serial telewizyjny (dramat, thriller) wyprodukowany przez Fazekas & Butters oraz ABC Studios, którego twórcami są Michele Fazekas i Tara Butters. Serial był emitowany od 24 września 2019 roku do 28 stycznia 2020 roku na ABC.
22 maja 2020 roku stacja ABC ogłosiła anulowanie serialu po jednym sezonie.

## Fabuła
Szefowa policji Jo Evans w Peconic Bay na Long Island bierze pod opiekę dziecko które znalazła niedaleko dziwnego samolotowego wypadku, odkrywając że dziewczyna nie ma bladego pojęcia co się stało ani kim jest. Zagadka dziecka staje się bardziej intensywna niż można było się spodziewać kiedy szefowa policji bada wydarzenia które doprowadziły do wypadku oraz dowiaduje się dlaczego do niego doszło. Seria dziwacznych elektronicznych zakłóceń, niewyjaśnione moce i dziwne tajemnicze symbole grają tu rolę, a wszystko to ma związek z dziewczyną.

## Obsada

### Główna
- Allison Tolman jako Jo Evans[3]
- Alexa Swinton jako Piper[4]
- Owain Yeoman jako  Benny Gallagher[5]
- Ashley Aufderheide jako  Mia Evans[4]
- Robert Bailey Jr. jako  Chris Minetto[4]
- Zabryna Guevara jako  dr Abby Fraiser[6]
- Donald Faison jako Alex Evans[7]
- Clancy Brown jako Ed Sawyer[4]

### Role drugoplanowe
- Terry O'Quinn jako Richard Kindred[8]
- Gia Crovatin jako Caitlyn
- Quincy Dunn-Baker jako Freddie Martin
- Maria Dizzia jako Emily

## Odcinki
| #  | Tytuł                           | Reżyseria           | Scenariusz                          | Premiera w ABC       |
| -- | ------------------------------- | ------------------- | ----------------------------------- | -------------------- |
| 1  | Pilot                           | Paul McGuigan       | Michele Fazekas & Tara Butters      | 24 września 2019     |
| 2  | Camera Wheelbarrow Tiger Pillow | J. Miller Tobin     | Chris Dingess, Lindsey Allen        | 1 października 2019  |
| 3  | 2 MG CU BID                     | Peter Leto          | David H. Goodman                    | 8 października 2019  |
| 4  | No Outlet                       | Alex Pillai         | Jerome Schwartz                     | 15 października 2019 |
| 5  | RDZ9021                         | Patricia Cardoso    | Brant Englestein                    | 29 października 2019 |
| 6  | Mile Marker 14                  | Sydney Freeland     | Nick Parker                         | 5 listopada 2019     |
| 7  | Fatal Exception                 | Christopher Misiano | Holly Brix                          | 19 listopada 2019    |
| 8  | American Chestnut               | Jessica Lowrey      | Lindsey Allen                       | 26 listopada 2019    |
| 9  | Where You Belong                | Paul McGuigan       | Kendra Chanae Chapman               | 10 grudnia 2019      |
| 10 | 15 Years                        | Leslie Hope         | Brant Englestein & David H. Goodman | 7 stycznia 2020      |
| 11 | Applied Sciences                | J. Miller Tobin     | Jerome Schwartz, Nick Parker        | 14 stycznia 2020     |
| 12 | Killshot Pt. 1                  | Craig Zisk          | Joey Siara                          | 21 stycznia 2020     |
| 13 | Killshot Pt. 2                  | Paul McGuigan       | Michele Fazekas, Tara Butters       | 28 stycznia 2020     |

## Produkcja
W lutym 2019 roku poinformowano, że Allison Tolman, Alexa Skye Swinton, Clancy Brown, Ashley Aufderheide i Robert Bailey, Jr dołączyli do obsady serialu.
W kolejnym miesiącu ogłoszono, że Donald Faison, Owain Yeoman oraz Zabryna Guevara zagrają w serialu
.
12 maja 2019 roku stacja ABC ogłosiła zamówienie pierwszego sezonu, który zadebiutuje w sezonie telewizyjnym 2019/2020.
W sierpniu 2019 roku poinformowano, że Terry O'Quinn  otrzymał rolę jako Richard Kindred.